# Эгава, Таку
Таку Эгава (яп. 江川卓 Таку Эгава); 24 января 1927 года — 4 июля 2001 года) — японский исследователь и переводчик русской литературы. Почетный профессор Токийского технологического института. Настоящее имя Баба Хироси.

## Биография
Эгава родился в Токио в 1927 году. Он был старшим сыном в семье литературоведа, специалиста по русской литературе Сотомуры Сиро. Учился в средней школе № 10 префектуры Токио. Его одноклассником был Цуцуми Сэйдзи, ставший впоследствии бизнесменом и известным поэтом. После окончания старшей школы № 1 Эгава окончил юридический факультет Токийского университета. Он самостоятельно выучил русский язык и после войны «довел его до совершенства благодаря практике».
После окончанию университета работал доцентом Токийского технологического института. Впоследствии стал профессором того же университета. Выйдя на пенсию, Эгава получил звание почетного профессора. Он также работал профессором в университете Тюкё.
Умер от бронхита 4 июля 2001 года в возрасте 74 лет.

## Научная и общественная деятельность
Эгава перевел многие произведения русской литературы. В частности, он известен своими переводами, а также исследованиями творчества Ф. М. Достоевского.
Много лет читал лекции в рамках курса популярного русского языка телекомпании NHK.

## Награды
- 1987 — Литературная премия «Ёмиури» за книгу «Разгадка тайн „Преступления и наказания“».

## Семья
Отец — Сотомура Сиро (настоящее имя — Баба Тэцуя) был исследователем русской литературы. В 1941 году он переехали в Маньчжурию. После войны оказался в Сибири военнопленным и погиб в плену.

## Псевдоним
Около 1953 года Баба Хироси взял себе псевдоним «Таку Эгава». В Японии в первые послевоенные годы люди, занимавшиеся русской литературой, подозревались в том, что они коммунисты, поэтому Эгава выбрал псевдоним, никак не связанный с его настоящим именем, который продолжад использовать в течение многих лет, прошедших со времени его участия в создании и работе тайного кружка, посвященного русской литературе. По одной из версий в этом псевдониме выражено ироничное предположение, что «пить алкоголь на реке Янцзы в Китае могло бы быть очень вкусно».

## Основные сочинения
«Мир современной советской литературы» (Сёбунся, 1968).

## Переводы
- В. И. Ленин, «О литературе и искусстве», совместное составление и перевод с Фудзиварой Корэхито, серия «Аоки Бунко», 1954
- К. М. Симонов, М. А. Фадеев «Путь к социалистическому реализму», совместный перевод с Касима Ясуо, издательство «Мирайся», 1954
- М. А. Шолохов, «Тихий Дон» в восьми томах, совместный перевод с Дзюгэ Такаси, серия «„Кадокава бунко“, 1955—1958
- Ю. А. Гагарин, „Дорога в космос“, издательство Синтёся»", 1961
- Г. В. Плеханов, «Искусство и общественная жизнь», совместный перевод с Фудзиварой Корэхито, серия «Иванами бунко», 1965
- С. И. Аллилуева, «Двадцать писем к другу», Издательство «Синтёся», 1967
- Илья Ильф/ Евгений Петров, «Двенадцать стульев», издательство «Тикума Сёбо», 1969
- М. Ю. Лермонтов, «Герой нашего времени», Издательство «Сюэй», «Полное собрание сочинений всемирной литературы», т.23, 1980
- Б. Л. Пастернак, «Доктор Живаго» в двух томах, издательство "Дзидзицусинся, 1980, впоследствии переиздано в издательстве «Синтёся»,1989)
- «Время и Место» (Юрий Трифонов, Ёсиока Юки [совместный перевод], Издательство «Гундзося») 1987

### Переводы произведений Ф. М. Достоевского
- «Преступление и наказание», серия «Обунся Бунко», 1966—1967; впоследствии опубликован исправленный перевод в трех томах в серии «Иванами Бунко», 1999—2000
- «Братья Карамазовы» первый и второй тома, Издательство «Сюэй», «Полное собрание сочинений всемирной литературы», тт.45 и 46, 1979
- «Записки из подполья», издательство «Синтёся», серия «Всемирная литература», 1968; впоследствии переиздано в серии «Синтё Бунко» 1969, а также в «Полном собрание сочинений Достоевского» т.6, издательство «Синтёся», 1969
- «Бесы» первый и второй тома, серия «Синтё Бунко», 1971, впоследствии перездано в «Полном собрание сочинений Достоевского» тт.11 и 12, издательство «Синтёся», 1979

### Переводы произведений А. И. Солженицына
- «Один день Ивана Денисовича», издательство «Маинити-симбунся», 1963; впоследствии переиздано в серии «Коданся Бунко»
- «Письмо вождям Советского Союза», издательство «Синтёся», 1974
- «Ленин в Цюрихе», издательство «Синтёся», 1977